# Ugod vasútállomás
Ugod vasútállomás egy megszűnt vasútállomás, melyet a MÁV üzemeltetett a Veszprém vármegyei Ugod településen.
A község északi szélén, a ma 8303-as számozású út vasúti keresztezésétől keleti irányban létesült, közúti elérését a 83 307-es számú mellékút biztosítja.

## Vasútvonalak
Az állomást az alábbi vasútvonalak érintették:
- Környe–Pápa-vasútvonal

## Kapcsolódó állomások
A vasútállomáshoz az alábbi állomások vannak a legközelebb:
- Franciavágás vasútállomás (Tatabánya vasútállomás, Környe–Pápa-vasútvonal)
- Nagygyimót megállóhely (Tatabánya vasútállomás, Környe–Pápa-vasútvonal)